# Hannes Enzenhofer
Hannes Enzenhofer (* 12. Juni 1981 in Klagenfurt, Kärnten) ist ein ehemaliger österreichischer Eishockeytorwart, der für den Dornbirner EC und EC KAC in der Erste Bank Eishockey Liga spielte.

## Karriere
Enzenhofer begann seine Karriere bereits in sehr jungen Jahren beim österreichischen Rekordmeister EC KAC und konnte sich über verschiedene Nachwuchsmannschaften ab der Saison 1999/00 als Ersatztorwart etablieren. In der Saison 2004/05 übernahm er zeitweise, aufgrund einer Verletzung des Einsergoalies Andrew Verner, dessen Position, konnte aber aufgrund durchwachsener Leistungen noch nicht überzeugen. In den Spielzeiten 2006/07 und 2007/08 agierten die beiden Goalies gemeinsam als erste Torhüter, wobei Enzenhofer konstant die besseren Leistungen brachte. Aufgrund dessen hat der Verein nach dem Ausscheiden aus den Playoffs im Februar 2008 entschieden, ihn ab der Saison 2008/09 als Einsergoalie zu verpflichten. Ihm als Backup zur Seite steht der junge René Swette vom EHC Lustenau. Anfang Dezember 2008 verletzte sich Enzenhofer. Er erlitt einen Riss des Syndesmosebandes und fiel daher für den Rest der Saison aus. Der EC KAC reagierte auf diese Verletzung mit der Verpflichtung von Travis Scott, der bis Saisonende Enzenhofers Position übernahm. Seit der Saison 2009/10 fungierte jedoch Swette als erster Torhüter, womit Enzenhofer einmal mehr die Nummer zwei darstellte. Als Ende 2009 Jordan Parise verpflichtet wurde, rutschte Enzenhofer ins dritte Glied zurück und wechselte erstmals in seiner Karriere den Verein. Knapp vor Beginn der Playoffs 2010 unterschrieb er einen Vertrag beim EC Dornbirn aus der Nationalliga, wo er zusammen mit Bernhard Bock das Torhüterduo bildete. 2012 schaffte er mit dem DEC den Aufstieg in die Erste Bank Eishockey Liga. 2013 beendete er seine Karriere.
Zwischen 2017 und 2019 spielte er auf Amateurlevel für VST Völkermarkt.
Seinen ersten Einsatz im Nationalteam absolvierte Enzenhofer 2005 im Rahmen der Universiade in Innsbruck, wo er zusammen mit Patrick Machreich das Torhüterduo bildete. Österreich erreichte den vierten Platz unter den zwölf teilnehmenden Nationen. Im Jänner 2008 fungierte er bei einem Turnier der Euro Ice Hockey Challenge in Polen als Backup von Jürgen Penker. Anfang April 2008 war er bei weiteren Testspielen für die WM der Division 1 im Einsatz und erzielte dabei ein Shutout gegen das Team Dänemark.

## Erfolge und Auszeichnungen
- 2004 und 2009 österreichischer Meister mit dem EC KAC
- 2010 Meister der Nationalliga mit dem EC Dornbirn

## Statistiken

### Hauptrunde
| Saison  | Team                 | Liga         | GP | MIP  | SOG | SVS | GA | SVS%  | GAA  | W  | L  | T | SO | G | A | PIM |
| ------- | -------------------- | ------------ | -- | ---- | --- | --- | -- | ----- | ---- | -- | -- | - | -- | - | - | --- |
| 1999/00 | EC KAC               | Interliga    | 1  | 20   | 2   | 1   | 1  | 50.00 | 3.00 | 0  | 0  | 0 | 0  | 0 | 0 | 0   |
| 1999/00 | Team Telekom Austria | Nationalliga |    |      |     |     |    |       |      |    |    |   |    | 0 | 0 | 10  |
| 2000/01 | EC KAC               | ÖEHL         | 0  | 0    | 0   | 0   | 0  | 0.00  | 0.00 | 0  | 0  | 0 | 0  | 0 | 0 | 0   |
| 2001/02 | EC KAC               | ÖEHL         | 1  | 33   | 21  | 20  | 1  | 95.24 | 1.82 | 0  | 0  | 0 | 0  | 0 | 0 | 0   |
| 2002/03 | EC KAC               | ÖEHL         | 4  | 205  | 104 | 93  | 11 | 89.42 | 3.22 |    |    |   |    | 0 | 0 | 0   |
| 2003/04 | EC KAC               | ÖEHL         | 3  | 144  | 78  | 73  | 5  | 93.59 | 2.08 | 1  | 0  | 1 | 0  | 0 | 0 | 2   |
| 2004/05 | EC KAC               | ÖEHL         | 20 | 1141 | 556 | 489 | 67 | 87.95 | 3.52 | 7  | 11 | 1 | 0  | 0 | 0 | 0   |
| 2005/06 | EC KAC               | ÖEHL         | 16 | 844  | 456 | 409 | 47 | 89.69 | 3.34 | 7  | 5  | 0 | 0  | 0 | 0 | 0   |
| 2006/07 | EC KAC               | ÖEHL         | 18 | 1012 | 576 | 519 | 57 | 90.10 | 3.38 | 9  | 7  | 0 | 1  | 0 | 0 | 4   |
| 2007/08 | EC KAC               | ÖEHL         | 20 | 1158 | 561 | 509 | 52 | 90.73 | 2.69 | 14 | 3  | 2 | 1  | 0 | 0 | 25  |
| 2008/09 | EC KAC               | ÖEHL         | 21 | 1220 | 591 | 533 | 58 | 90.19 | 2.85 | 13 | 5  | 1 | 0  | 0 | 0 | 0   |
| 2009/10 | EC KAC               | ÖEHL         | 8  | 416  | 195 | 174 | 21 | 89.23 | 3.01 | 2  | 4  | 1 | 1  | 0 | 0 | 0   |
| 2009/10 | EC Dornbirn          | Nationalliga | 4  | 225  | 110 | 101 | 9  | 91.82 | 2.40 | 0  | 4  | 0 | 0  | 0 | 0 | 0   |
| 2010/11 | EC Dornbirn          | Nationalliga | 30 | 1813 | 808 | 729 | 79 | 90.22 | 2.61 | 23 | 4  | 3 | 4  | 0 | 0 | 12  |

### Playoffs
| Saison  | Team        | Liga         | GP | MIP | SOG | SVS | GA | SVS%  | GAA  | W | L | T | SO | G | A | PIM |
| ------- | ----------- | ------------ | -- | --- | --- | --- | -- | ----- | ---- | - | - | - | -- | - | - | --- |
| 2004/05 | EC KAC      | ÖEHL         | 1  | 17  | 15  | 14  | 1  | 93.33 | 3.53 | 0 | 0 | 0 | 0  | 0 | 0 | 0   |
| 2007/08 | EC KAC      | ÖEHL         | 1  | 63  | 28  | 25  | 3  | 89.29 | 2.86 | 0 | 1 | 0 | 0  | 0 | 0 | 0   |
| 2009/10 | EC Dornbirn | Nationalliga | 1  | 20  | 14  | 11  | 3  | 78.57 | 9.00 | 0 | 0 | 0 | 0  | 0 | 0 | 0   |
| 2010/11 | EC Dornbirn | Nationalliga | 8  | 500 | 261 | 242 | 19 | 92.72 | 2.28 | 3 | 3 | 2 | 1  | 0 | 0 | 0   |

### Nationalteam
| Saison | Team         | Liga                     | GP | MIP | SOG | SVS | GA | SVS%  | GAA  | W | L | T | SO | G | A | PIM |
| ------ | ------------ | ------------------------ | -- | --- | --- | --- | -- | ----- | ---- | - | - | - | -- | - | - | --- |
| 2005   | Team Austria | Universiade              | 4  | 179 | 77  | 69  | 8  | 89.61 | 2.68 | 2 | 2 | 0 | 1  | 0 | 0 | 0   |
| 2008   | Team Austria | Euro Icehockey Challenge | 1  | 60  | --  | --  | 4  | --    | 4.00 | 0 | 1 | 0 | 0  | 0 | 0 | 0   |
| 2008   | Team Austria | WM-Testspiele            | 2  | 111 | 55  | 50  | 5  | 90.91 | 2.70 | 1 | 1 | 0 | 1  | 0 | 0 | 0   |
| 2008   | Team Austria | Euro Icehockey Challenge | 1  | 62  | 23  | 21  | 2  | 91.30 | 1.93 | 1 | 0 | 0 | 0  | 0 | 0 | 0   |

(Legende zur Torhüterstatistik: GP oder Sp = Spiele insgesamt; W oder S = Siege; L oder N = Niederlagen; T oder U oder OT = Unentschieden oder Overtime- bzw. Shootout-Niederlage; Min. = Minuten; SOG oder SaT = Schüsse aufs Tor; GA oder GT = Gegentore; SO = Shutouts; GAA oder GTS = Gegentorschnitt; Sv% oder SVS% = Fangquote; EN = Empty Net Goal; 1 Play-downs/Relegation; Kursiv: Statistik nicht vollständig)